# Obaga del Febrer
L'Obaga del Febrer, és una obaga del terme municipal de Conca de Dalt, al Pallars Jussà, a l'antic terme de Toralla i Serradell, en el territori del poble d'Erinyà.
Està situada al vessant nord del Serrat del Ban, al nord-est de les Roques de Llenaspres, al nord de Femat i a la dreta del barranc de la Torre.